# Nickel(III)-oxid
Nickel(III)-oxid ist eine chemische Verbindung des Metalls Nickel und gehört zur Gruppe der Oxide. Nickel(III)-oxid wirkt stark oxidierend und ist als Reinstoff unbekannt. Häufig wird kommerziell erhältliches schwarzes Nickeloxid als Nickel(III)-oxid beschrieben, dabei handelt es sich jedoch wahrscheinlich um ein nicht-stöchiometrisches Nickel(II)-oxid.

## Gewinnung und Darstellung
Unreines Nickel(III)-oxid kann beim Schweißen von Nickellegierungen entstehen.
Nickel(III)-oxid konnte in einer Mischung mit Nickel(II)-oxid durch Chemische Gasphasenabscheidung auf Oberflächen gewonnen werden.

## Eigenschaften
Nickel(III)-oxid wirkt stark oxidierend. Es ist in der Lage, mit Chlorwasserstoff zu elementarem Chlor zu reagieren.

## Verwendung
Schwarzes Nickeloxid wird als Elektrolyt, zur Herstellung von keramischen Materialien, als Katalysator, als
Farbmittel bei der Emailleherstellung und zum Herstellen von Platten für alkalische Akkumulatoren verwendet.

## Sicherheitshinweise
Wie viele Nickelverbindungen wird Nickel(III)-oxid als krebserzeugend eingestuft.